# 国際連合グルジア監視団

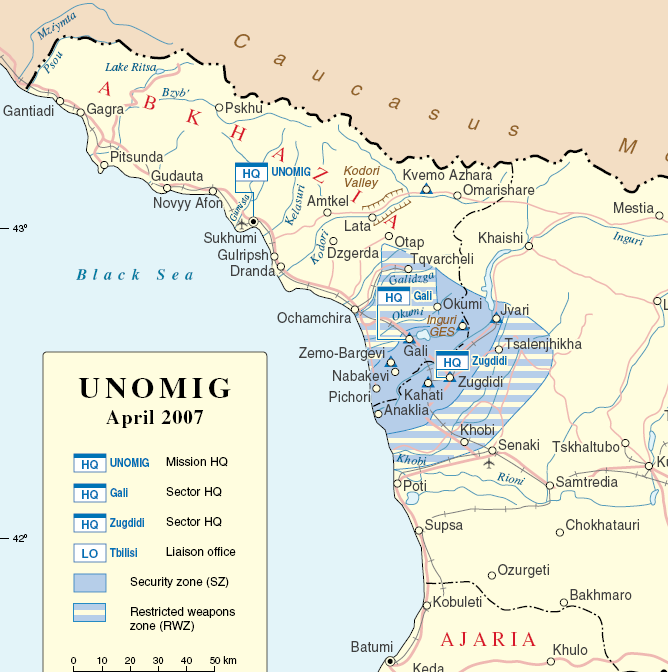
活動地域(2007年4月)

国際連合グルジア監視団（こくさいれんごうグルジアかんしだん、英：United Nations Observer Mission in Georgia,UNOMIG）は、アブハジア紛争にともない、1993年8月よりアブハジアに展開していた国際連合平和維持活動 (PKO) のひとつ。
1993年8月24日に採択された国際連合安全保障理事会決議858などに基づき、停戦監視業務を行う。ただし1993年7月の停戦合意は同年9月に紛争が再燃したため、同年11月から任務は停戦監視から、紛争当事者とロシア連邦軍との間の相互連絡の維持と現地状況モニタリングに変更され、平和維持軍としての役割はCIS平和維持軍として唯一派遣しているロシア連邦軍が実施していた。ロシア軍の平和維持軍としての地位は1994年5月16日のアブハジア自治共和国最高会議議長の同意により、CIS平和維持軍がこの地域に駐留することを1994年7月21日の国際連合安全保障理事会決議937により認定されている。
活動期限は順次延長され、2009年6月15日に期限を迎えた。単なる延長だけでなく決議1716のようにグルジア非難となる内容をもりこんだものもある。

## 活動の根拠となる国連決議一覧
| 決議        | 採択日     | 概要                                     |
| ----------- | ---------- | ---------------------------------------- |
| SC/RES/1615 | 2005/07/29 | UNOMIGの活動期限を2006年1月31日まで延長  |
| SC/RES/1656 | 2006/01/31 | UNOMIGの活動期限を2006年3月31日まで延長  |
| SC/RES/1666 | 2006/03/31 | UNOMIGの活動期限を2006年10月15日まで延長 |
| SC/RES/1716 | 2006/10/13 | UNOMIGの活動期限を2007年4月17日まで延長  |
| SC/RES/1752 | 2007/04/13 | UNOMIGの活動期限を2007年10月15日まで延長 |
| SC/RES/1781 | 2007/10/15 | UNOMIGの活動期限を2008年4月15日まで延長  |
| SC/RES/1808 | 2008/04/15 | UNOMIGの活動期限を2008年10月15日まで延長 |
| SC/RES/1839 | 2008/10/09 | UNOMIGの活動期限を2009年2月15日まで延長  |
| SC/RES/1866 | 2009/02/13 | UNOMIGの活動期限を2009年6月15日で終了    |

## 軍隊派遣国（CIS平和維持軍を除く）
アルバニア、オーストリア、バングラデシュ、クロアチア、デンマーク、エジプト、アメリカ合衆国、フランス、ギリシャ、ハンガリー、インドネシア、ヨルダン、パキスタン、ポーランド、韓国、ルーマニア、イギリス、スウェーデン、スイス、トルコ、ウクライナ、ウルグアイ。

## 文民警察官派遣国
ドイツ、ロシア、ガーナ、インド、ポーランド、スイスなど。

## 事務総長特別代表およびUNOMIG団長
| 代 | 名前                                             | 就任年月日     | 退任年月日     | 出身国     |
| -- | ------------------------------------------------ | -------------- | -------------- | ---------- |
| 1  | エドゥアール・ブルンナー Edouard Brunner         | 1993年5月      | 1997年7月1日   | スイス     |
| 2  | リヴィウ・アウレリアン・ボタ Liviu Aurelian Bota | 1997年7月1日   | 1999年10月18日 | ルーマニア |
| 3  | ディーター・ボーデン Dieter Boden                | 1999年10月18日 | 2002年5月23日  | ドイツ     |
| 4  | ハイジ・タリアヴィーニ Heidi Tagliavini          | 2002年5月23日  | 2006年7月16日  | スイス     |
| 5  | ジャン・アルノー Jean Arnault                    | 2006年7月      | 2008年9月      | フランス   |
| 6  | ヨハン・ベルベッカ Johan Verbeke                 | 2008年9月30日  | 2009年6月15日  | ベルギー   |

出典：worldstatesmen.org - Georgia